# مونته‌کالوو ایرپینو
مونته‌کالوو ایرپینو (به ایتالیایی: Montecalvo Irpino) یک کومونه در ایتالیا است که در استان آولینو واقع شده‌است. مونته‌کالوو ایرپینو ۵۳٫۵۳ کیلومترمربع مساحت و ۳٬۹۹۰ نفر جمعیت دارد و ۶۲۳ متر بالاتر از سطح دریا واقع شده.